# Beachhandball-Weltmeisterschaften 2001
Die Beachhandball-Weltmeisterschaften 2001 waren ein geplantes Sportereignis, das in dieser Form nicht durchgeführt wurde.

## Hintergründe
Die Sportart Beachhandball nahm seit ihrer Schöpfung zu Beginn der 1990er Jahre in Italien eine rasante Entwicklung. Nach nur zwei Jahren nach der finalen Kreation 1993 gab es 1995 in Rio de Janeiro ein erstes Turnier für Nationalmannschaften. In Rio de Janeiro wurden 1998 und 1999 mit den Panamerika-Meisterschaften auch die ersten kontinentalen Meisterschaften, allerdings nur für Männer, ausgetragen. 2000 folgte auch die Ausrichtung der ersten Europameisterschaften.
Für 2001 wurden die ersten Weltmeisterschaften geplant. Auch diese sollten in Rio de Janeiro durchgeführt werden. Kurz vor der Veranstaltung wurde diese jedoch abgesagt. Für dasselbe Jahr war auch für die World Games die erste Teilnahme des Beachhandballs als Demonstrationssportart geplant. Nach der Absage der eigentlichen Weltmeisterschaften wurden die World Games zur inoffiziellen Weltmeisterschaft erhoben.
Damit ergibt sich das folgende inoffizielle WM-Ergebnis:
| Frauen Details | Akita, Japan | Ukraine | 2:1 | Deutschland | Brasilien | 2:0 | Japan |
| Männer Details | Akita, Japan | Belarus | 2:1 | Spanien     | Brasilien | 2:1 | Iran  |

Damit wurden die amtierenden Europameister sowohl bei den Frauen als auch bei den Männern auch Weltmeister.

## Platzierungen
| Nation              | Frauen | Männer |
| ------------------- | ------ | ------ |
| Brasilien           | 03     | 03     |
| Volksrepublik China | 05     | 0–     |
| Deutschland         | 02     | 0–     |
| Iran                | 0–     | 04     |
| Japan               | 04     | 05     |
| Spanien             | 0–     | 02     |
| Togo                | 06     | 06     |
| Ukraine             | 01     | 0–     |
| Belarus             | 0–     | 01     |
| Teilnehmerzahl      | 6      | 6      |

| Legende | Legende | Legende | Legende              |
| ------- | ------- | ------- | -------------------- |
| 1       | 2       | 3       | Podest-Platzierungen |
| 4       | 4       | 4       | vierter Halbfinalist |